# Diego Sarmiento Valladares
Diego Sarmiento Valladares (Vigo, 10 de agosto de 1611-Madrid, 29 de enero de 1695) fue un religioso español que llegó a ser obispo de Oviedo y Plasencia y Gran Inquisidor.

## Biografía
Pertenecía a una familia noble gallega pues era hijo de Luis Sarmiento, señor de Valladares, y de Inés de Arines Troncoso de Romay, señora de Camos. Su pariente José Sarmiento Valladares fue virrey de la Nueva España.
El 30 de enero de 1668 recibió el cargo de obispo de Oviedo del que había sido promovido primero. Su mandato duró poco pues el 17 de septiembre de ese mismo año se trasladó a Plasencia al ser nombrado obispo de esa diócesis ocupando el cargo hasta el 26 de abril de 1677. 
En 1668 fue designado presidente del Consejo de Castilla en sustitución del difunto Diego Riquelme de Quirós, y en 1669 sucedió al destituido Juan Everardo Nithard en el cargo de inquisidor general, en cuyas competencias dirigió el auto de fe de 1680.
| Predecesor: Ambrosio Espínola de Guzmán | Obispo de Oviedo 1668 – 1668                   | Sucesor: Alfonso de Salizanes y Medina |
| Predecesor: Diego Riquelme y Quirós     | Obispo de Plasencia 1668 – 1677                | Sucesor: Juan Lozano                   |
| Predecesor: Diego Riquelme de Quirós    | Presidente del Consejo de Castilla 1668 – 1669 | Sucesor: Pedro Núñez de Guzmán         |
| Predecesor: Juan Everardo Nithard       | Inquisidor general 1669 – 1695                 | Sucesor: Juan Tomás de Rocabertí       |